# Toma Frențescu
Toma Frențescu (n. 13 septembrie 1947, Borlova, Caraș-Severin - d. 6 iulie 2023) a fost un maestru coregraf român, reprezentativ pentru folclorul din Banat.

## Biografie
Toma Frențescu a fost, timp de 50 de ani, coordonator și coregraf al Ansamblului folcloric „Timișul”. Născut în 1947, la Borlova, în Caraș-Severin, el este, de altfel, unul din membrii fondatori ai ansamblului. În 1968 a absolvit Facultatea de Fizică-Chimie a UVT și de 50 de ani, din 1969, este angajat al Casei de Cultură a Municipiului Timișoara, coordonând în permanență activitatea coregrafică a acestei instituții. Din același an este coregraf al ansamblului “Datina” al Universității de Vest din Timișoara și al Ansamblului folcloric „Timișul”, actualmente unul din cele mai renumite ansambluri folclorice din țară, reprezentativ nu doar pentru folclorul bănățean ci și pentru folclorul național. A activat, de asemenea, ca profesor la catedra de coregrafie a Școlii Populare de Artă din Timișoara. A avut numeroase colaborări cu formații coregrafice și ansambluri folclorice din țară: “Cununa Carpaților” din București, „Ghetuza” din Hunedoara, „Izvorașul” din Buziaș, „Datina” și „Doina Timișului” din Timișoara dar și formația din localitatea natală, Borlova, ansambluri și formații din străinătate: Serbia (Straja, Seleus și Vârșeț), SUA (Phoenix și Arizona) și Canada (Kitchener, Montreal). A obținut cele mai mari premii la nivel național cu ansamblul folcloric din Borlova (1970,1972,1974), ansamblurile studențești : « Datina » (1984, 1986), « Doina Timișului » (1988, 1990) și bineînțeles cu ansamblul « Timișul » la toate concursurile naționale .
În 1974, Toma Frențescu a devenit coregraful Ansamblului „Timișul”, care, de-a lungul timpului, a fost o adevărată școală de formare pentru generații întregi de dansatori. Spectacolele pe care le-a pus în scenă au respectat mereu, cu strictețe, autenticitatea tradițiilor românești. 
Toma Frențescu a colaborat cu numeroase ansambluri din țară, dar și din străinătate și a obținut o mulțime de premii.
Iubește cultura în toate valențele sale, fiind apropiat și de suflarea rock de la Timișoara a anilor '70. Fiind prieten cu membrii formației Phoenix, împărtășesc aceiași sală pentru repetiții - Sala Lira - 

## Activitate coregrafică
Coregraful Toma Frențescu a introdus „contra-timp” în folclorul coregrafic românesc, respectiv la ansamblurile timișorene din începutul anilor 1970, mai întâi la ansamblul     „Doina Timișului” apoi la ansamblul „Timișul”.
Toma este din satul Borlova care pare să fi dansat aproape continuu în „contra-timp” în memoria vie, în timp ce  predecesorii din Timișoara nu erau în mare parte din regiunile montane bănățene și au dansat doar în „timp”
Toma Frențescu, coregraf al Ansamblului „Timișul” al Casei de Cultură a Municipiului Timișoara. Este unul dintre puținii „titrați” din coregrafia de aici, dar nu face caz de acest lucru.
Lucian Blaga scrie că „niciuna din provinciile românești nu are o cultură etnografică, anonimă, populară atât de diferențiată ca Banatul”. Dovada continuității obiceiurilor folcloristice bănățene o reprezintă Ansamblul Folcloric Timișul

#### Seminar de Coregrafie -  Romanian Folk Dances “Banatfolk” Timisoara (Banat) 2013[6]
Programul acestui atelier include predarea dansurilor populare din Banat și România.
Organizatorii acestui workshop sunt profesioniști cu o mare experiență în domeniile lor: Toma Frenescu, director artistic și maestru coregraf al ansamblului folcloric „Timișul” și Marius Ursu, director artistic și maestru coregraf al ansamblului popular „Doina Timisului”

## Lucrări publicate
- Borlova - Centru de referință a folclorului coregrafic din Banatul de Sud (CCES, 1975). Succintă prezentare a dansurilor din zona Banatului de Sud, manual pentru dansurile de munte din Banat.[7]
- „Sânziană, floarea vieții” de către Toma Frențescu și Achim Ciucure - Spectacol Casa de Cultură a studenților 1989[8]

## Distincții
1989 - Diplomă de merit - Ministerul Culturii
1999 - Membru de Onoare al Asociației Culturale Românești "Banatul" din Kitchener - Ontario, Canada
2000 - Membru de Onoare al Asociației Culturale Românești din Las Vegas - SUA
2011 - Diplomă de Excelență - Centrul Județean pentru Conservarea și Promovarea Culturii Tradiționale Caraș - Severin
2012 - Premiul Etno - Consiliul Județean Timiș 
2013 - „Pro Cultura Timisiensis”
2019 - Cetățean de Onoare al Municipiului Timișoara

## Manifestări culturale
Toma Frențescu este implicat în numeroase evenimente culturale, ca:
- Festivalul Inimilor (festival internațional de folclor) - Director artistic din 1990.[10]

- Ansamblul Timișul Spectacole Aniversare[11]

- Ruga Timișoarei - curator artistic al programului folcloric.[12]
- “Iosif-Sivu și Cosmin Golban” Ediția a IV-a Chișoda 2010[13]
- Festivalul „Hora”, de la Dudeștii Noi, pledoarie pentru dansul popular 2018[14]
- Festivalul vinului din Timișoara - Director Artistic[15]

- Ziua națională a României (1 Decembrie) de la Timișoara -  curator artistic al programului folcloric.[16]

- Festivalul Național de Folclor „Ioan Macrea”, într-o acțiune menită să valorifice patrimoniul cultural românesc, alături de Silvia Macrea, Liliana Laichici, Sorin Filip, Matilda Pascal Cojocărița, Niculina Stoican, Toma Frențescu, Ștefan Coman, Gheorghe Porumbel, Atilla Barabasi, Iuliana Dăncuș, Ciprian Roman, Tiberiu Groza, Petre Șușu, Nineta Popa, Ștefan Cigu, Leontin Ciucur, Dinu Iancu Sălăjanu, Ionuț Fulea, Nicolae Furdui Iancu, etnomuzicologul Elise Stan și artistul emerit, coregraful Theodor Vasilescu.[17]
- Serbările Cetății - Caranasebeș - Eveniment anual

- Sala Lira - un reper pentru cultura timișoreană. [18]

## Citat în lucrări de specialitate
Dancing through the city and beyond: Lives, movements and performances in a Romanian urban folk ensemble ,Elizabeth Sara Mellish 2013